# Exocentrus roonwali
Exocentrus roonwali là một loài bọ cánh cứng trong họ Cerambycidae.